# Epeiromulona colombiensis
Epeiromulona colombiensis là một loài bướm đêm thuộc phân họ Arctiinae, họ Erebidae.